# Lijst van burgemeesters van Haarlemmerliede en Spaarnwoude
Dit is een lijst van burgemeesters van de voormalige Nederlandse gemeente Haarlemmerliede en Spaarnwoude in de provincie Noord-Holland van de vorming in 1857 tot de opheffing van de gemeente in verband met een gemeentelijke herindeling op 1 januari 2019.
| Ambtsperiode                       | Naam burgemeester                           | Partij of stroming | Bijzonderheden                                                                                      |
| ---------------------------------- | ------------------------------------------- | ------------------ | --------------------------------------------------------------------------------------------------- |
| 1857 - 1860                        | Frederik Hendrik Kleine                     |                    | |
| 1860 - 1877                        | Jan Louis van der Burch                     |                    | |
| 1877 - 1906                        | jhr. Willem Philip Teding van Berkhout      |                    | |
| 1906 - 1912                        | jhr. Eduard Henri Elisa Teding van Berkhout |                    | zoon van zijn voorganger                                                                            |
| 1912 - 1919                        | A.B. Michielsen                             |                    | |
| 1919 - 1943                        | L.H. Simons                                 |                    | |
| 1944 - 1945                        | H. Winkler                                  |                    | |
| 1945 - 1953                        | L.H. Simons                                 |                    | |
| 1953 - 1960                        | J.J.M. Visser                               |                    | |
| 1961 - 1967                        | F.W.M. baron van Hövell tot Westerflier     | KVP                | |
| 1968 - 1972                        | H.M. van Bruggen                            | KVP                | |
| 1973 - 1995                        | Frank (F.J.A.) IJsselmuiden                 | KVP/ CDA           | |
| 1995 - 1996                        | Henk (H.) van 't Kaar                       | VVD                | Waarnemend                                                                                          |
| 1996 - 2006                        | Ellen (E.J.) van Hoogdalem-Arkema           | CDA                | |
| 2007 - 31 januari 2013             | Bert (H.B.) Bruijn                          | PvdA               | |
| 1 februari 2013 - 31 december 2018 | Pieter (P.J.) Heiliegers                    | VVD                | Ontslag van rechtswege in verband met de opheffing van de gemeente wegens gemeentelijke herindeling |